# Ондурас-де-ла-Сьерра (муниципалитет)
Ондурас-де-ла-Сьерра (исп. Honduras de la Sierra) — муниципалитет в Мексике, штат Чьяпас, с административным центром в одноимённом посёлке. Численность населения, по данным переписи 2020 года, составила 11 650 человек.

## Общие сведения
Площадь муниципалитета равна 267,1 км², что составляет 0,4 % от площади штата, а наиболее высоко расположенное поселение Нуэва-Херусален, находится на высоте 1828 метров.
Он граничит с другими муниципалитетами Чьяпаса: на севере с Чикомусело, на востоке с Сильтепеком, на юге с Эскуинтлой, на западе с Капитан-Луис-Анхель-Видалем и Анхель-Альбино-Корсо.

## Учреждение и состав
Муниципалитет был образован в 2019 году, по данным 2020 года в его состав входит 43 населённых пункта, самые крупные из которых:
| 125                        | Всего | 11650 |
| 0029                       | Ла-Соледад (исп. La Soledad) 15°34′35″ с. ш. 92°29′13″ з. д.                                               | 1059  |
| 0033                       | Лас-Делисьяс (исп. Las Delicias) 15°38′03″ с. ш. 92°30′07″ з. д.                                           | 782   |
| 0001                       | Ондурас-де-ла-Сьерра (исп. Honduras de la Sierra) 15°35′23″ с. ш. 92°28′34″ з. д. (административный центр) | 626   |
| 0003                       | Анхель-Диас (исп. Ángel Díaz) 15°32′58″ с. ш. 92°24′13″ з. д.                                              | 574   |
| 0051                       | Пабло-Галеана (исп. Pablo Galeana) 15°34′16″ с. ш. 92°32′24″ з. д.                                         | 574   |
| 0007                       | Буэнос-Айрес (исп. Buenos Aires) 15°35′12″ с. ш. 92°29′56″ з. д.                                           | 550   |
| —                          | Прочие | 7485  |
| Названия на карте Генштаба | |       |

## Инфраструктура
По статистическим данным 2020 года, инфраструктура развита следующим образом:
- электрификация: 98 %;
- водоснабжение: 50,1 %;
- водоотведение: 97,2 %.